# Paradidyma crassiseta
Paradidyma crassiseta är en tvåvingeart som beskrevs av Henry Jonathan Reinhard 1934. Paradidyma crassiseta ingår i släktet Paradidyma och familjen parasitflugor. Inga underarter finns listade i Catalogue of Life.